# Sathuvachari
Sathuvachari è una suddivisione dell'India, classificata come town panchayat, di 45.439 abitanti, situata nel distretto di Vellore, nello stato federato del Tamil Nadu. In base al numero di abitanti la città rientra nella classe III (da 20.000 a 49.999 persone).

## Demografia
Al censimento indiano del 2011, Sathuvachari aveva una popolazione di oltre 1,5 milioni di abitanti. I maschi costituiscono il 50% della popolazione e le femmine il 50%. Sathuvachari ha un tasso di alfabetizzazione medio del 79%, superiore alla media nazionale del 59,5%: l'alfabetizzazione maschile è dell'84% e quella femminile del 75%. A Sathuvachari, il 10% della popolazione ha meno di 6 anni. Secondo il censimento religioso del 2011, Sathuvachari contava l'85,01% di indù, il 7,9% di musulmani, il 6,5% di cristiani, lo 0,03% di sikh, lo 0,04% di buddisti, lo 0,18% di giainisti, lo 0,32% di seguaci di altre religioni e lo 0,01% di non seguaci di alcuna religione o che non hanno indicato alcuna preferenza religiosa.

## Geografia fisica
La città è situata a 12° 56' 36 N e 79° 09' 55 E.

## Società

### Evoluzione demografica
Al censimento del 2001 la popolazione di Sathuvachari assommava a 45.439 persone, delle quali 22.648 maschi e 22.791 femmine. I bambini di età inferiore o uguale ai sei anni assommavano a 4.568, dei quali 2.345 maschi e 2.223 femmine. Infine, coloro che erano in grado di saper almeno leggere e scrivere erano 36.054, dei quali 19.025 maschi e 17.029 femmine.